# Craveggia
Craveggia (piemontiul: Crovegia) település Olaszországban. Lakosainak száma 787 fő (2023. január 1.). Craveggia Re, Toceno, Villette, Malesco, Santa Maria Maggiore és Onsernone községekkel határos.

## Népesség
A település népességének változása:
| Lakosok száma | 733  | 766  | 787  |
|               | 2017 | 2018 | 2023 |